# Fetish (Band)
Fetish war eine südafrikanische Rock-Band aus Kapstadt.

## Geschichte
Die Band wird 1997 von Michelle Breeze, Dominic Forrest, Jeremy Daniel, Ross Campbell und David Fiene in Kapstadt (Südafrika) gegründet. 1998 veröffentlichten Fetish ihr erstes selbstfinanziertes und nach der Band benanntes Album in Südafrika und Europa. Die Singleauskopplung Never Enough schafft es auf Anhieb in die Top 10 des südafrikanischen Radiosenders 5fm. Nach ersten Erfolgen wechseln Fetish zu Virgin (EMI) und bringen die EP Shade Of A Ghost heraus. Unter anderem treten sie als Support bei den Südafrika-Touren der Bands Goo Goo Dolls, Lenny Kravitz und The Cult auf.
1999 wird das Album So Many Prophets veröffentlicht, aus welchem es der Song Permanent in die Top 10 und So Many Prophets sogar auf Platz eins der 5fm Charts bringen.
2000 treten Fetish auf der Tour von Skunk Anansie und den Smashing Pumpkins in Johannesburg auf.
2001 ziehen Michelle Breeze und Dominic Forrest nach London, wo sie die Band mit neuem Line-Up (Roy Pfeffer (Schlagzeug), Dino Sofos (Keyboard) und Omer Marantz (Bass)) weiterführen. Faktisch bedeutet dies jedoch das Ende des Projekts Fetish, obwohl sie sich nie offiziell auflösten. In England kommt es zwar noch zu Auftritten in den renommierten Clubs Cargo, Ocean und Shepard’s Bush und Fetish werden eingeladen, vier Songs beim BBC World Radio zu spielen, doch widmen sich die Bandmitglieder immer mehr Soloprojekten (Michelle Breeze zum Beispiel dem Projekt Pretty Ugly).
Zwischen 2005 und 2006 arbeiten Fetish an ihrem bisher letzten Album Remains, welches bisher nur in Südafrika herausgekommen ist.

## Diskografie
- 1997: Fetish
- 1999: Shade of a Ghost (Single)
- 1999: So Many Prophets (2000, Re-Release)
- 2006: Remains (Album mit bis dahin unveröffentlichten, überarbeiteten Demos)
- 2012: Little Heart (Just Music)